# Danny Gormally
Daniel (Danny) Gormally (nascut el 4 de maig de 1976), és un jugador d'escacs anglès, que té el títol de Gran Mestre des de 2005.
A la llista d'Elo de la FIDE de l'abril de 2022, hi tenia un Elo de 2471 punts, cosa que en feia el jugador número 11 (en actiu) d'Anglaterra. El seu màxim Elo va ser de 2573 punts, a la llista de gener de 2006 (posició 221 al rànquing mundial).

## Resultats destacats en competició
El 2006, va empatar als llocs 2n-9è amb Luke McShane, Stephen J. Gordon, Gawain Jones, Šarūnas Šulskis, Luís Galego, Klaus Bischoff i Karel van der Weide al II Campionat individual obert de la UE a Liverpool.
El novembre de 2006 quedà primer exaequo del Campionat d'escacs ràpid de la Gran Bretanya.

### Controvèrsia a les olimpíades
Gormally era membre de l'equip anglès que competia a la 37a Olimpíada d'escacs però va deixar la competició prematurament després d'haver agredit el GM armeni Levon Aronian per causa d'una disputa relacionada amb la Mestre Internacional Femení (WIM) Arianne Caoili durant una de les festes que se celebraven durant els dies de l'olimpíada.

## Llibres publicats
- Gormally, Danny; Kosten, Tony. Easy Guide to the Najdorf.  Everyman Chess, 1999. ISBN 1857445295.

- Gormally, Danny. Calculate Like a Grandmaster.  Batsford, 2010. ISBN 9781906388690.